# 소라빵

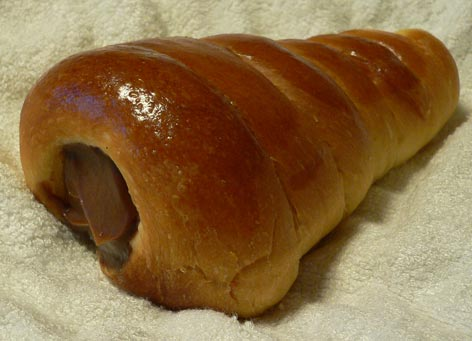
소라빵.

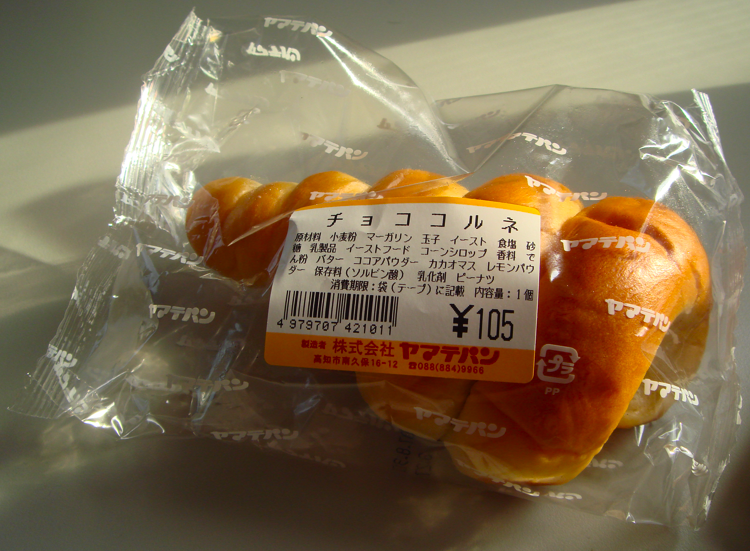
크림이 들어있는 소라빵.

소라빵(←소라+빵)은 소라 모양의 빵으로, 속에는 초코 크림 또는 생크림이 들어 있다. 코르네 또는 코로네(←Corno)라고도 한다. 빵을 원추형의 금속제심(코르네형)에 감아 구운 뒤, 내부에 크림을 채운다. 크림을 빵 반죽 안에 넣고 굽는 크림빵이나 초콜릿 빵 등과는 달리, 크림을 굽지 않기 때문에 보다 수분이 많은, 신선한 크림을 맛볼 수 있다.
코르네는 악기의 코넷과 같이 이탈리아어의 뿔피리 혹은 호른을 의미하는 이탈리아어: corno에서 유래한다. 비슷한 것으로 이탈리아에는 크루아상과 같은 빵에 초콜릿 크림을 채운 것이 있고 '코르네이트'로 불린다.
파리바게트의 초코소라빵의 경우, 개당 225kcal로 낮지 않은 칼로리이다. 